# Hippopotamus gorgops
Hippopotamus gorgops (лат.) — вымерший вид из семейства бегемотовых. Он впервые появился в Африке в позднем миоцене и, в конечном счете, мигрировал в Европу в раннем плиоцене (где его ископаемые были впервые обнаружены). Он вымер до Ледникового периода.
При предполагаемой длине в 4,3 метра, высоте плечах 2,1 метра и весе 3900 килограммов Hippopotamus gorgops был крупнее, чем его ныне живущий родственник обыкновенный бегемот. Другой особенностью, отличающей его от обыкновенного бегемота, было расположение его глаз. Современные бегемоты имеют глаза, расположенные высоко на черепе, но у Hippopotamus gorgops орбиты глаз поднимались над черепом на подобии стебельков, что позволяло ему с ещё большим удобством выглядывать на поверхность, находясь почти полностью под водой.